# Sambik Elen
Sambik Elen is een bestuurslaag in het regentschap Noord-Lombok van de provincie West-Nusa Tenggara, Indonesië. Sambik Elen telt 3013 inwoners (volkstelling 2010).